# Ruppoldsried
Ruppoldsried es una localidad y antigua comuna suiza del cantón de Berna, situada en el distrito administrativo del Seeland en la comuna de Rapperswil. 

## Geografía
La antigua comuna se encontraba enclavada entre los distritos de Aarberg, Büren y el cantón de Soleura, constituyendo el único exclave del antiguo distrito de Fraubrunnen hasta su disolución el 31 de diciembre de 2009. La comuna limitaba al norte y este con la comuna de Messen (SO), al sur con Rapperswil, y al oeste con Wengi bei Büren.

## Historia
La primera mención del lugar fue en 1313 bajo el nombre de Ruplisried. Luego aparecen otras denominaciones como Rupolsriet (1389), Rapoltzried (hacia 1400), Ruppelsried (1487), Ruplissried (1505), Ropolssried (1516), Rapolsried (1531) y Rippelszried (1577). El nombre de la localidad se compone del nombre en antiguo alto alemán Hrotbol o Ratbold y la palabra riot (junco). Su nombre significaría entonces junco de Hrotbold/Ratbold.
En el siglo XIII estuvo bajo la autoridad de la encomienda de la Orden de San Juan de Münchenbuchsee. Desde 1406 recayó la alta justicia de este territorio a la ciudad de Berna. En 1528 cuando la encomienda fue secularizada, Ruppoldsried fue incluido a la bailía de Münchenbuchsee, que estaba incluida a su vez en el tribunal regional de Zollikofen. Tras la caída del antiguo régimen en 1798 el pueblo perteneció al distrito de Zollikofen y tras la caída de la República Helvética en 1803 fue asignado al distrito de Fraubrunnen al que perteneció hasta 2009, fecha en la cual el distrito fue disuelto. Desde 2010 y hasta 2012 la comuna formó parte del nuevo distrito administrativo del Seeland. Desde el 1 de enero de 2013 la comuna fue fusionada con su vecina Rapperswil, tras lo cual pasó a ser una localidad de dicha comuna.